# Традиціоналістський консерватизм
Традиціоналістський консерватизм, часто відомий як класичний консерватизм, є політичною та соціальною філософією, яка підкреслює важливість трансцендентних моральних принципів, що проявляються через певні природні закони, яких суспільство має розважливо дотримуватися. Традиціоналістський консерватизм ґрунтується на політичних поглядах Аристотеля та Едмунда Берка. Традиціоналісти цінують соціальні зв'язки та збереження інституцій предків вище того, що вони вважають надмірним індивідуалізмом.
Концепції звичаю, конвенції та традиції особливо наголошуються в традиціоналістському консерватизмі. Теоретичний розум вважається другорядним по відношенню до практичного. Держава також розглядається як соціальна діяльність з духовними та органічними характеристиками. Традиціоналісти вважають, що будь-яка зміна спонтанно виникає з традицій громади, а не як наслідок навмисної, аргументованої думки. Лідерство, влада та ієрархія вважаються природними для людей. Традиціоналізм виник у Європі протягом 18 століття, здебільшого як реакція на хаос Англійської та Французької революцій. Традиціоналістський консерватизм почав утверджуватися як інтелектуальна і політична сила в середині 20 століття.